# إدموند كابلاني
ادموند كابلاني (بالألبانية: Edmond Kapllani‏) (31 يوليو 1982 ألبانيا - ) هو لاعب كرة قدم ألباني، يلعب كمهاجم.

## وصلات خارجية
إدموند كابلاني على موقع الاتحاد الدولي (مؤرشف)  (الإنجليزية)
- إدموند كابلاني على موقع الاتحاد الأوربي (الإنجليزية)
- إدموند كابلاني على موقع قاعدة بيانات كرة القدم.إي يو (الإنجليزية)
- إدموند كابلاني على موقع بيانات كرة القدم. دي إي (الألمانية)
- إدموند كابلاني على موقع ناشيونال فوتبول تيمز (الإنجليزية)
- إدموند كابلاني على موقع Soccerway.com (الإنجليزية)
- إدموند كابلاني على موقع عالم كرة القدم.نت (الإنجليزية)